# Krzysztof Belczyński
Krzysztof Belczyński (ur. 8 lipca 1971, zm. 13 stycznia 2024) – polski astronom, profesor nauk fizycznych.

## Życiorys
Doktorat z astrofizyki obronił w 2001 roku, rozprawę habilitacyjną na temat: „Obiekty zwarte: formacja i charakterystyka” przedstawił w 2010 roku. W 2014 uzyskał tytuł profesora nauk fizycznych. Pracował jako adiunkt w Obserwatorium Astronomicznym Uniwersytetu Warszawskiego w Warszawie, był zatrudniony w Centrum Astronomicznym im. Mikołaja Kopernika Polskiej Akademii Nauk. Interesował się głównie astrofizyką teoretyczną.
Został pochowany na Cmentarzu Centralnym w Szczecinie (miejsce CC-65B-4-11). Pogrzeb miał charakter świecki.

## Osiągnięcia wspinaczkowe
Na początku XXI wieku był czołowym polskim alpinistą. Wytyczał nowe drogi wspinaczkowe w Himalajach, na Ziemi Baffina, w Pakistanie, na Alasce i w Patagonii. W 2003 zdobył nagrodę Kolosa – wraz z Marcinem Tomaszewskim i Dawidem Kaszlikowskim – za wytyczenie drogi na Alasce. Zespół został za tę drogę nominowany do prestiżowej francuskiej nagrody Złotego Czekana.

## Niektóre publikacje naukowe
- 2008, Calculations of the Galactic Population of Black Hole X-Ray Binaries, Proceedings of the Conference: „A Population Explosion”, 26 Oct. – 2 Nov. 2007, St. Petersburg Beach, USA, AIP Conference Series, Krzysztof Belczyński, Janusz Ziółkowski, Aleksander Bogdan Sądowski, Tomasz Bulik
- 2008, The Missing Population of Be+Black Hole X-Ray Binaries, Proc. of the Conf.: „A Population Explosion”, 26 Oct. – 2 Nov. 2007, St. Petersburg Beach, USA, AIP Conf. Series, Krzysztof Belczyński, Janusz Ziółkowski, Aleksander Bogdan Sądowski, Tomasz Bulik
- 2008, The Most Massive Progenitors of Neutron Stars: CXO J164710.2-455216, The Astrophysical Journal, 685, 400–405, Krzysztof Belczyński, Taam R.
- 2008, The Lowest-Mass Stellar Black Holes: Catastrophic Death of Neutron Stars in Gamma-Ray Bursts, The Astrophysical Journal Letters, 680, L129–132, Krzysztof Belczyński, O’Shaughnessy R., Kalogera V., Rasio F., Taam R., Bulik, T.
- 2007, Photometric Search for Black Holes in Dormant X-Ray Transients, Proceedings of Science, SISSA, Trieste (Proceedings of the 6th Microquasar Workshop, Como, September 18–22, 2006, electronic publication), 2007, Krzysztof Belczyński, Janusz Ziółkowski, Sądowski A.
- 2007, On the Rarity of Double Black Hole Binaries: Consequences for Gravitational Wave Detection, The Astrophysical Journal, 662, 504–511, Krzysztof Belczyński, Taam R., Kalogera V., Rasio F., Bulik T.